# کوپیدلنو
کوپیدلنو (به چکی: Kopidlno) یک منطقهٔ مسکونی در جمهوری چک است که در شهرستان ییچین واقع شده‌است.
 کوپیدلنو  ۲٬۲۳۰ نفر جمعیت دارد.